# Песнь о Трюме
«Песнь о Трю́ме» (исл. Þrymskviða) — одна из поэм древнескандинавского «Королевского кодекса» (XIII век), входящая в состав «Старшей Эдды».
Бог Тор теряет свой молот Мьёлльнир. Локи выясняет, что похититель — «князь турсов» Трюм («грохот»), который хочет получить в обмен на молот богиню Фрейю. Тогда Тор переодевается во Фрейю и отправляется к Трюму. На брачном пиру его чуть было не узнают из-за огромного аппетита и сверкания глаз, но служанка объясняет Трюму, что невеста восемь ночей не ела и не спала — «так ей не терпелось к турсам приехать». Получив, наконец, молот, Тор убивает Трюма и остальных турсов.
Данный сюжет не используется ни в одном другом из сохранившихся литературных памятников, хотя близкие параллели содержатся в одной из эстонских сказок. По форме «Песнь о Трюме» близка к балладам классического средневековья. Из-за этого поэму, долго считавшуюся одной из древнейших составляющих «Старшей Эдды» в силу архаичности её сюжета и фольклорности стиля, начали оценивать как одну из самых поздних. Существует гипотеза о том, что её написал Снорри Стурлусон.
По мнению французского исследователя Р. Буайе, «Песнь о Трюме» доказывает, что Тор в скандинавской мифологии выполнял не только вторую (военную) функцию по Дюмезилю, но и третью, земледельческую.